# 74e cérémonie du Deutscher Filmpreis
La 74e cérémonie des Deutscher Filmpreis, organisée par la Deutsche Filmakademie, se déroule le 3 mai 2024 et récompense les films sortis en 2023.
Le film Sterben de Matthias Glasner obtient neuf nominations.
Le film Sterben de Matthias Glasner remporte quatre récompenses dont celles du meilleur film, de la meilleure actrice pour Corinna Harfouch et du meilleur acteur dans un second rôle pour Hans-Uwe Bauer,

## Palmarès

### Meilleur film
- Sterben de Matthias Glasner
- Der Fuchs de Adrian Goiginger
- Im toten Winkel (de) de Ayşe Polat (de)
- Ein ganzes Leben (de) de Hans Steinbichler
- Elaha de Milena Aboyan
- Universal Theory (Die Theorie von Allem) de Timm Kröger (de)

### Meilleur film documentaire
- Sieben Winter in Teheran de Steffi Niederzoll
  - Anselm : Le Bruit du temps de Wim Wenders
  - Vergiss Meyn Nicht de Fabiana Fragale, Kilian Kuhlendahl et Jens Mühlhoff

### Meilleur film pour enfants
- Sieger sein
  - Checker Tobi und die Reise zu den fliegenden Flüssen

### Meilleure réalisation
- Ayşe Polat pour Im toten Winkel (de)
  - Matthias Glasner pour Sterben
  - Timm Kröger pour Universal Theory (Die Theorie von Allem)

### Meilleur scénario
- Ayşe Polat pour Im toten Winkel (de)
  - Matthias Glasner pour Sterben
  - Adrian Goiginger pour Der Fuchs

### Meilleure actrice
- Corinna Harfouch pour son rôle dans Sterben
  - Hannah Herzsprung pour son rôle dans 15 Jahre (de)
  - Bayan Layla pour son rôle dans Elaha

### Meilleur acteur
- Simon Morzé pour son rôle dans Der Fuchs
  - Lars Eidinger pour son rôle dans Sterben
  - Marc Hosemann pour son rôle dans Sophia, der Tod und ich

### Meilleure actrice dans un second rôle
- Adele Neuhauser pour son rôle dans 15 Jahre (de)
  - Barbara Philipp pour son rôle dans Sprich mit mir
  - Marie-Lou Sellem pour son rôle dans Knochen und Namen

### Meilleur acteur dans un second rôle
- Hans-Uwe Bauer pour son rôle dans Sterben
  - Christian Friedel pour son rôle dans 15 Jahre (de)
  - Robert Gwisdek pour son rôle dans Sterben

### Meilleure photographie
- Roland Stuprich pour Universal Theory (Die Theorie von Allem)
  - Yoshi Heimrath et Paul Sprinz pour Der Fuchs
  - Lotta Kilian pour Luise

### Meilleur montage
- Nicole Kortlüke pour Sieben Winter in Teheran
  - David J. Achilles pour Falling into Place
  - Heike Gnida pour Sterben

### Meilleur son
- Michael Schlömer, Corinna Fleig et Tobias Fleig pour The Dive
  - Bahman Ardalan, Ansgar Frerich et Florian Beck pour Leere Netze
  - Max Vornehm, Christof Ebhardt et Christian Bischoff pour Ein ganzes Leben

### Meilleure musique
- Lorenz Dangel pour Sterben
  - John Gürtler et Jan Miserre pour Leere Netze
  - Diego Ramos Rodríguez pour Universal Theory (Die Theorie von Allem)

### Meilleur décor
- Cosima Vellenzer et Anika Klatt  pour Universal Theory (Die Theorie von Allem)
  - Albrecht Konrad, Ellen Somnitz et Ruth Barbara Wilbert pour Stella, une vie allemande (Stella. Ein Leben.)
  - Jurek Kuttner, Marcel Beranek, Hanna Bowe et Bernadette Weinzierl pour Ein ganzes Leben
  - Heike Lange et Alexandra Pilhatsch pour Girl You Know It’s True

### Meilleurs costumes
- Ingken Benesch pour Girl You Know It’s True
  - Tanja Hausner pour Die Herrlichkeit des Lebens
  - Thomas Oláh pour Stella, une vie allemande (Stella. Ein Leben.)

### Meilleur maquillage
- Alisza Pfeifer et Christina Baier pour Girl You Know It’s True
  - Kerstin Gaecklein, Heiko Schmidt et Lisa Becker pour Stella, une vie allemande (Stella. Ein Leben.)
  - Helene Lang  pour Ein ganzes Leben

### Meilleurs effets visuels
- Kariem Saleh et Adrian Meyer pour Universal Theory (Die Theorie von Allem)
  - Marco Del Bianco et Benedict Neuenfels pour Stella, une vie allemande (Stella. Ein Leben.)
  - Manfred Büttner pour Der Fuchs
  - Juri Stanossek, Apollonia Hartmann et Jan Burda pour Girl You Know It’s True

### Prix du public
- Die drei ??? – Erbe des Drachen de Tim Dünschede

### Prix d'honneur pour sa contribution exceptionnelle au cinéma allemand
- Hanna Schygulla